# When a Man Loves (1927)

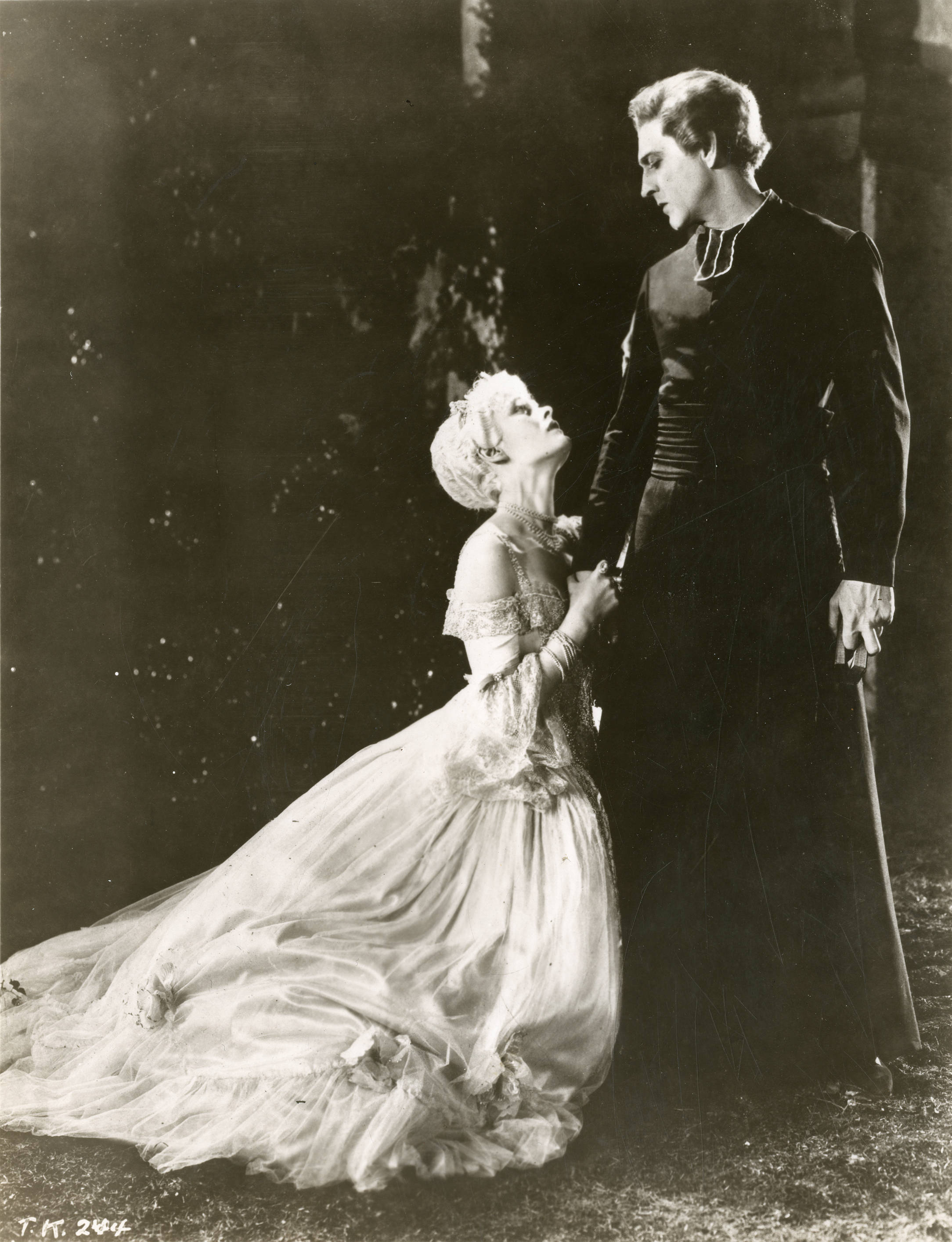
do drama when a man loves

When a Man Loves (bra: Quando o Homem Ama) é um filme estadunidense de 1927, do gênero drama romântico-histórico-biográfico, dirigido por Alan Crosland, com roteiro de Bess Meredyth baseado no romance L’Histoire de Chevalier des Grieux et de Manon Lescaut, de Abbé Prévost.